# Еріх Дале
Еріх Дале (нім. Erich Dahle) — німецький офіцер, фрегаттен-капітан крігсмаріне. Кавалер Німецького хреста в сріблі.

## Нагороди
- Хрест Воєнних заслуг 2-го і 1-го класу з мечами
- Орден Корони короля Звоніміра 2-го ступеня (Незалежна Держава Хорватія; 26 вересня 1942)
- Орден Римського орла, лицарський хрест (Королівство Італія; 26 грудня 1942)
- Німецький хрест в сріблі (6 грудня 1944) — як обер-квартирмейстер Командування морськими силами на Півдні.